# The View
«The View» (укр. Погляд) — пісня зі спільного альбому Лу Ріда та гурту Metallica Lulu (2011).
«The View» було випущено в вересні 2011 року. Вона стала першим результатом колаборації американського музиканта Лу Ріда, колишнього учасника гурту The Velvet Underground, із рок-гуртом Metallica. Разом вони записали експериментальний альбом Lulu, заснований на п'єсах німецького поета і драматурга Франка Ведекінда.
«The View» поєднала характерні риси творчості обох виконавців. Інструментальна частина — важкі гітарні рифи у виконанні Metallica, — нагадували музику ранніх Black Sabbath. Пісня починається з монологу Лу Ріда, а через декілька хвилин до нього доєднується Джеймс Гетфілд: «I am the root / I am the progress / I'm the aggressor / I am the tablet» (укр. Я — корінь / Я — прогрес / Я — агресор / Я — таблетка).
Чорно-білий відеокліп на пісню зняв режисер Даррен Аронофскі, відомий за фільмами «Чорний лебідь» та «Реслер». Спочатку він мав зняти кліп на пісню «Iced Honey», але зупинився саме на «The View»: «Я не міг перестати її слухати. Приголомшливий текст Лу та неймовірні фішки гурту. Вона така оригінальна, і тому я хотів над нею попрацювати».